# Drenica
Il Drenica (in albanese Drenica; in serbo Дреница?, Drenica) è un fiume del Kosovo lungo 50 km che tributa al fiume Sitnica. Il fiume attraversa esclusivamente il territorio kosovaro e dà il suo nome alla regione circostante di Drenica.
Il Drenica nasce nella sezione centrale del monte Crnoljeva, nella regione di Drenica. Il fiume inizialmente scorre verso nord e riceve molti affluenti che scendono dal Crnoljeva (a sinistra) e dal Goleš (a destra). La valle attraversata del fiume è densamente popolata, con parecchi grandi villaggi (Krajmirovce, Sedlare, Rusinovce, Banjica, Komorane, Donja Koretica, Dobroševac) e la piccola città di Glogovac, uno dei due centri regionali della regione di Drenica.
A Glogovac, il Drenica riceve il fiume Vrbovačka reka da sinistra e forma una larga curva a gomito verso nord, in direzione dei rilievi meridionali del monte Čičavica. Presso il villaggio di Veliki Belaćevac, la Drenica si volge verso sud ma presso il villaggio di Velika Slatina presenta un altro gomito verso nord, si divide in due bracci e si getta nel Sitnica presso la città di Kosovo Polje.
Il Drenica appartiene al bacino idrografico del Mar Nero, ed il proprio bacino ha un'area di 447 km²; non è navigabile.